# Gymnocrex plumbeiventris
La cotara moluqueña (Gymnocrex plumbeiventris) es una especie de ave de la familia de las rállidas.
Se la encuentra en zonas de Indonesia y Papúa Nueva Guinea.
Su hábitat natural son los bosques húmedos de tierras bajas subtropicales o tropicales, y los bosques montanos húmedos tropicales.